# Eclipsa de Soare din 8 aprilie 2024

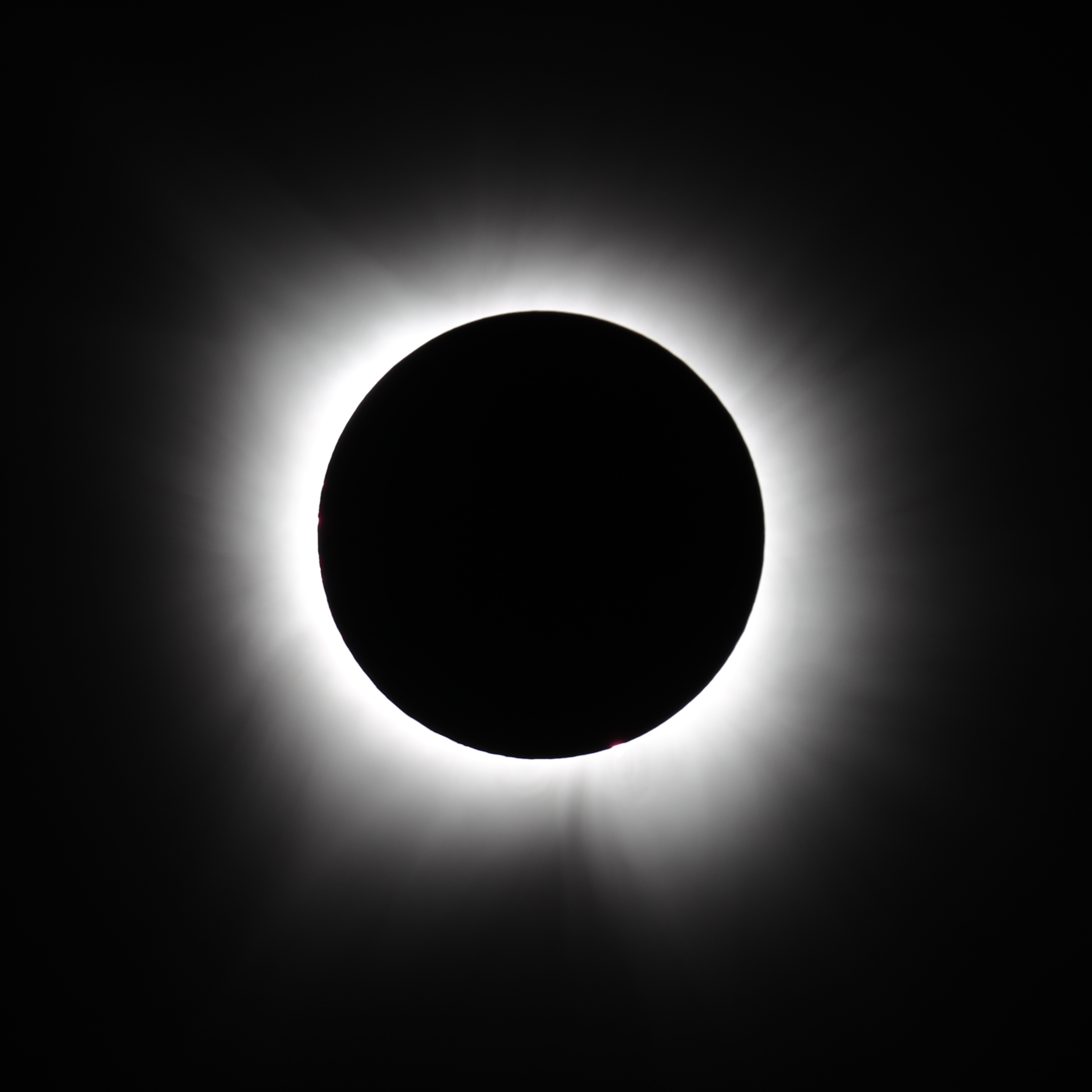
Eclipsa totală de Soare din 8 aprilie 2024 observată din Hot Springs, Arkansas

Eclipsa de Soare care a avut loc la nodul ascendent al Lunii, luni, 8 aprilie 2024, a fost o eclipsă totală de Soare.
A fost a 15 eclipsă totală din secolul al XXI-lea, dar a 18-a trecere a umbrei Lunii peste Pământ, în acest secol. A fost vizibilă în America de Nord și o parte din Oceanul Pacific.

## Vizibilitate

Parcursul eclipsei peste Pământ.

Această eclipsă a fost vizibilă într-o imensă zonă a Americii de Nord, începând de la Oceanul Pacific de Sud, trecând prin nordul Mexicului, centrul și Estul Statelor Unite ale Americii, sud-estul Canadei și terminându-se în nordul Oceanului Atlantic. A fost prima eclipsă totală de Soare vizibilă din Mexic, după eclipsa de Soare din 11 iulie 1991.
Cea mai lungă durată a eclipsei a fost de 4 minute și 28 de secunde, în apropiere de orășelul Nazas, din statul Durango, din Mexic. În Statele Unite ale Americii, drumul totalității a trecut direct pe deasupra orașelor Dallas, Cleveland și Buffalo, între altele.
A fost singura eclipsă totală din secolul al XXI-lea vizibilă în toate cele trei țări nord-americane, Mexic, Statele Unite ale Americii și Canada.

### Mexic
În Mexic, totalitatea a trecut peste Insulele Revillagigedo apoi, pe continent, peste statele Sinaloa (între care Mazatlán), Durango (între care Durango și Gómez Palacio) și Coahuila (între care Torreón, Matamoros, Monclova, Sabinas, Ciudad Acuña și Piedras Negras).

### Statele Unite ale Americii
În Statele Unite ale Americii, totalitatea a fost vizibilă prin statele Texas (inclusiv din părți din San Antonio, Austin și Fort Worth și tot Arlington, Dallas, Killeen, Temple, Texarkana, Tyler și Waco), Oklahoma, Arkansas (inclusiv Hot Springs, Jonesboro și Little Rock), Missouri, Illinois (inclusiv Carbondale, unde trece peste drumul eclipsei din 2017), Kentucky, Indiana (inclusiv Bloomington, Evansville, Indianapolis, Muncie, Terre Haute și Vincennes), Ohio (inclusiv Akron, Dayton, Lima, Roundhead, Toledo, Cleveland, Warren, Newton Falls și Austintown), Michigan (unghiul sud-estic extrem al Comitatului Monroe), Pennsylvania (inclusiv Erie), Upstate New York (inclusiv Buffalo, Niagara Falls, Rochester, Syracuse, Munții Adirondack, Potsdam și Plattsburgh) și nordul Vermont-ului (inclusiv Burlington), New Hampshire și Maine, linia de totalitate trecând aproape direct sub punctul culminant al statului,  
Muntele Katahdin. Cel mai mare oraș, în întregime în drumul eclipsei, a fost Dallas, din Texas. Aceasta a fost a doua eclipsă totală vizibilă din centrul Statelor Unite în doar 7 ani, după eclipsa din 21 august 2017.
Eclipsa totală a trecut prin orașul Wapakoneta, Ohio, unde a locuit Neil Armstrong, prima ființă umană care a pus piciorul pe Lună.

### Canada
În Canada, întregul traseu a trecut prin părți din sudul Ontario (inclusiv Leamington, Hamilton, Niagara Falls, Kingston, Prince Edward County și Cornwall), părți din sudul Quebecului (inclusiv Montréal, Sherbrooke, Saint-Georges și Lac-Mégantic), centrul Noului Brunswick (inclusiv Fredericton și Miramichi), vestul Insulei Prince Edward (inclusiv Tignish și Summerside), vârful nordic al Insulei Cape Breton, Noua Scoție și centrul Terrei Nova (inclusiv Gander și Grand Falls-Windsor). Apoi a părăsit definitiv țara prin coasta de est a Terrei Nova din Atlantic.
Unele dintre orașele canadiene enumerate, cum ar fi Hamilton și Montréal, se află la marginea traiectoriei de totalitate. Windsor, London, Toronto și Ottawa se află la nord de traiectoria totalității, iar Moncton se află la sud de aceasta.

### Saint-Pierre-et-Miquelon
Arhipelagul francez Saint Pierre și Miquelon se află la aproximativ 50 de kilometri sud de banda de totalitate. Acest lucru a produs o eclipsă parțială cu un maxim remarcabil de peste 90%.

### America Centrală și America de Sud
Eclipsa a putut fi văzută parțial în toate țările din America Centrală, din Belize până în Panama, în toate Antilele Mari (Cuba, Republica Dominicană, Haiti, Puerto Rico și Jamaica) și în nordul Americii de Sud (Columbia).

### Europa
Eclipsa a fost parțial vizibilă în  Svalbard (Norvegia), în Islanda, în Irlanda, în sud-vestul Marii Britanii (Anglia, Țara Galilor), în nord-vestul Spaniei și Portugaliei, în Azore și în Insulele Canare.În mod neobișnuit, această eclipsă s-a extins sub orizont, unde cea mai mare fază a fost observată la mijlocul crepusculului nautic în Galicia (Spania) și la începutul crepusculului astronomic în Nouvelle-Aquitaine (Franța). Extinderea traiectoriei eclipsei în zona crepusculară a creat ceea ce a fost probabil cea mai bună fereastră de observare a cometei 12P/Pons-Brooks aflată aproape de Jupiter.

### Oceania
Eclipsa a putut fi văzută parțial în Hawaii, estul Kiribati (estul Insulelor Phoenix și în toate insulele Line), Tokelau, Samoa Americană, cu excepția părții sale extreme de vest, Insulele Cook, Polinezia Franceză și Insulele Pitcairn. Deși toate sunt situate la est de meridianul 180, timpul local al eclipsei parțiale în Kiribati și Tokelau este marți, 9 aprilie 2024, deoarece în aceste zone se respectă fie UTC+13, fie UTC+14.

## Protuberanțe solare

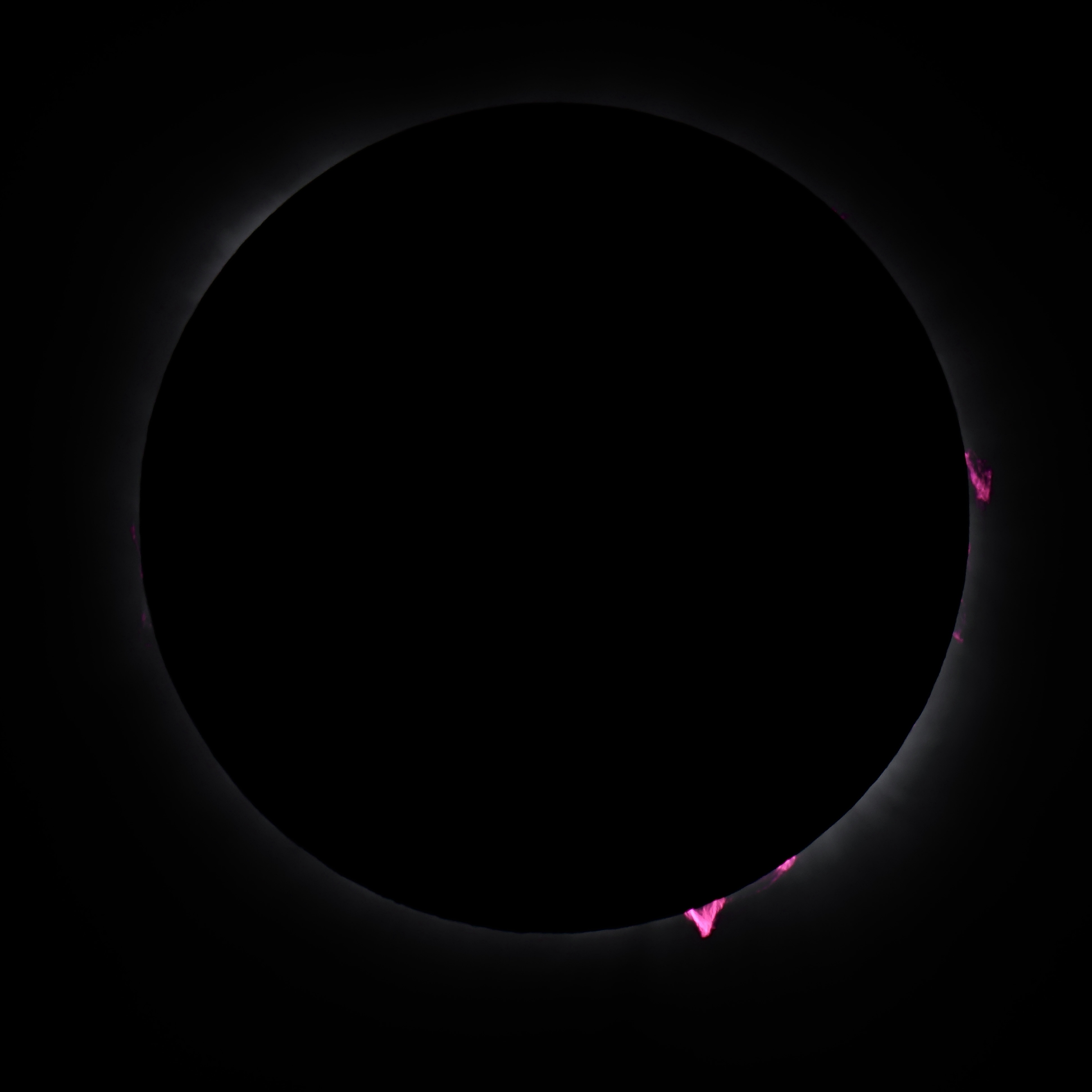
Protuberanțe solare în timpul eclipsei din 8 aprilie 2024, din America de Nord, văzute de pe Third Connecticut Lake, New Hampshire

Eclipsa a avut loc în jurul maximului solar, o perioadă de cea mai mare activitate solară din ciclul solar de 11 ani al Soarelui, și s-a prezis, înainte de eveniment, că protuberanțele solare ar putea fi vizibile în timpul totalității. Mai mulți observatori au raportat că au văzut protuberanțe solare în timpul evenimentului.

## Eclipsele din 2024
- O eclipsă penumbrală de Lună pe 25 martie.
- O eclipsă totală de Soare pe 8 aprilie.
- O eclipă parțială de Lună pe 18 septembrie.
- O eclipsă inelară de Soare pe 2 octombrie 2.

## Saros 139
Eclipsa de Soare din 8 aprilie 2024 face parte din seria Saros 139, care se repetă la fiecare 18 ani, 11 zile, 8 ore, care conține 71 de evenimente. Seria a început cu o eclipsă parțială de Soare pe 17 mai 1501. Conține eclipse hibride de la 11 august 1627 până la 9 decembrie 1825 și eclipse totale de la 21 decembrie 1843 până la 26 martie 2601. Seria se termină la membrul numărul 71 ca o eclipsă parțială la 3 iulie 2763.
Eclipsa de Soare din 13 iunie 2132 va fi cea mai lungă eclipsă totală de Soare după 11 iulie 1991, cu 6 minute și 55,02 secunde.
Cea mai lungă durată a totalității va fi produsă de membrul numărul 39 cu 7 minute, 29,22 secunde, pe 16 iulie 2186. După această dată fiecare durată va scădea, până la sfârșitul seriei. La această dată va fi cea mai lungă eclipsă de Soare calculată între 4000 î.Hr. și 6000 d.Hr. Eclipsele din seria Saros au loc în timpul nodului ascendent al Lunii.

## Galerie de imagini

### Eclipsă totală

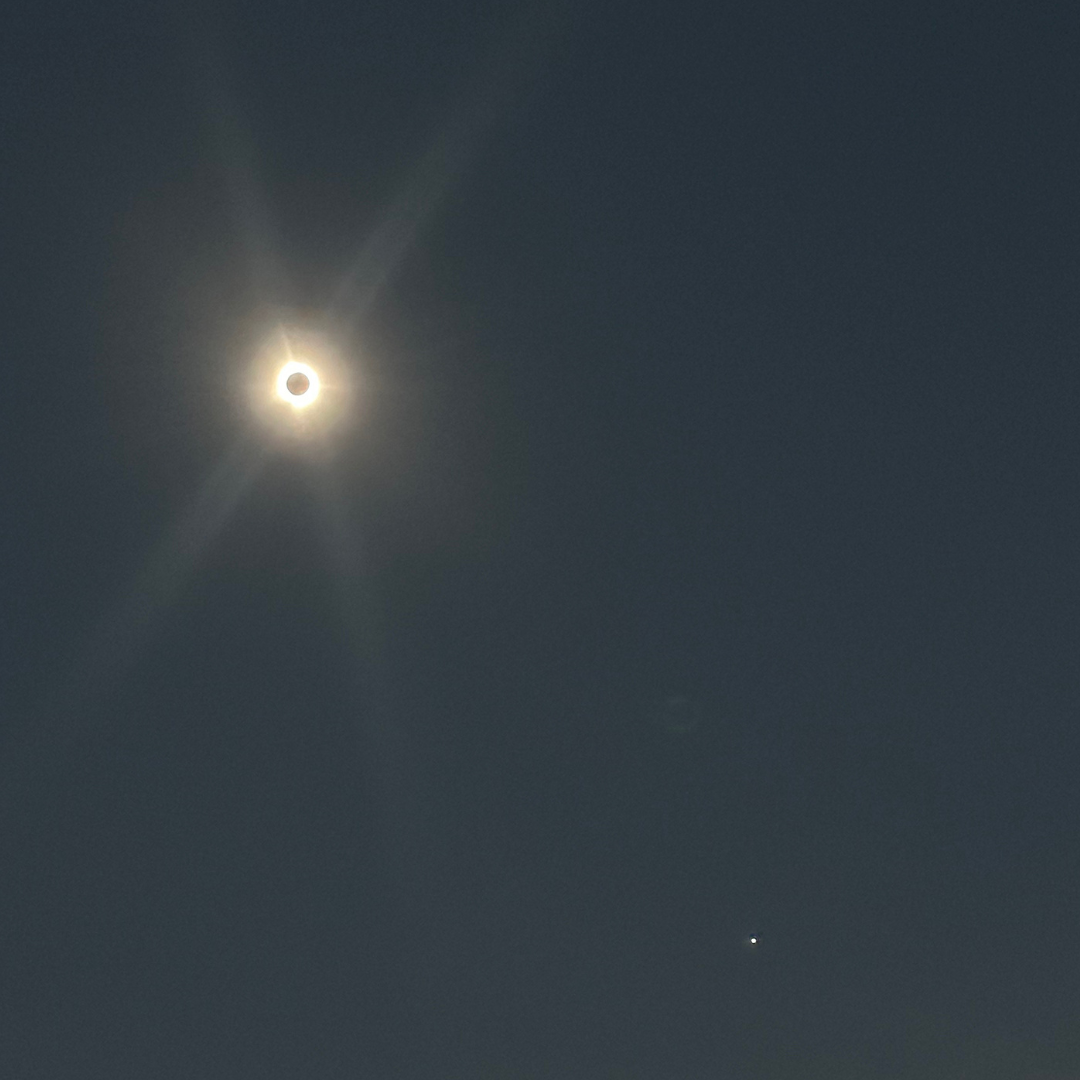
Totalitate cu planeta Venus așa cum a fost văzută din Viola, Arkansas
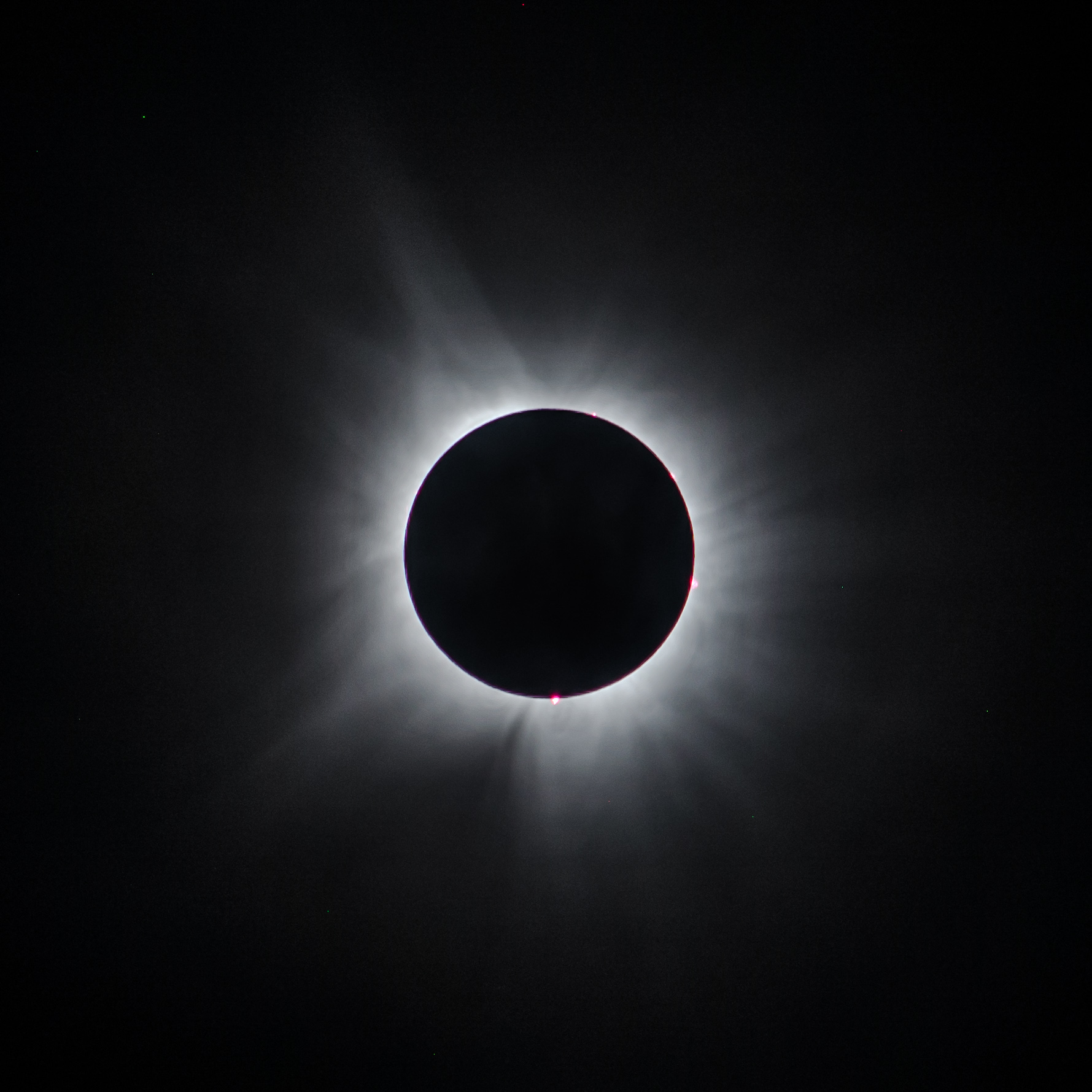
Totalitate așa cum a fost văzută din Russellville, Arkansas
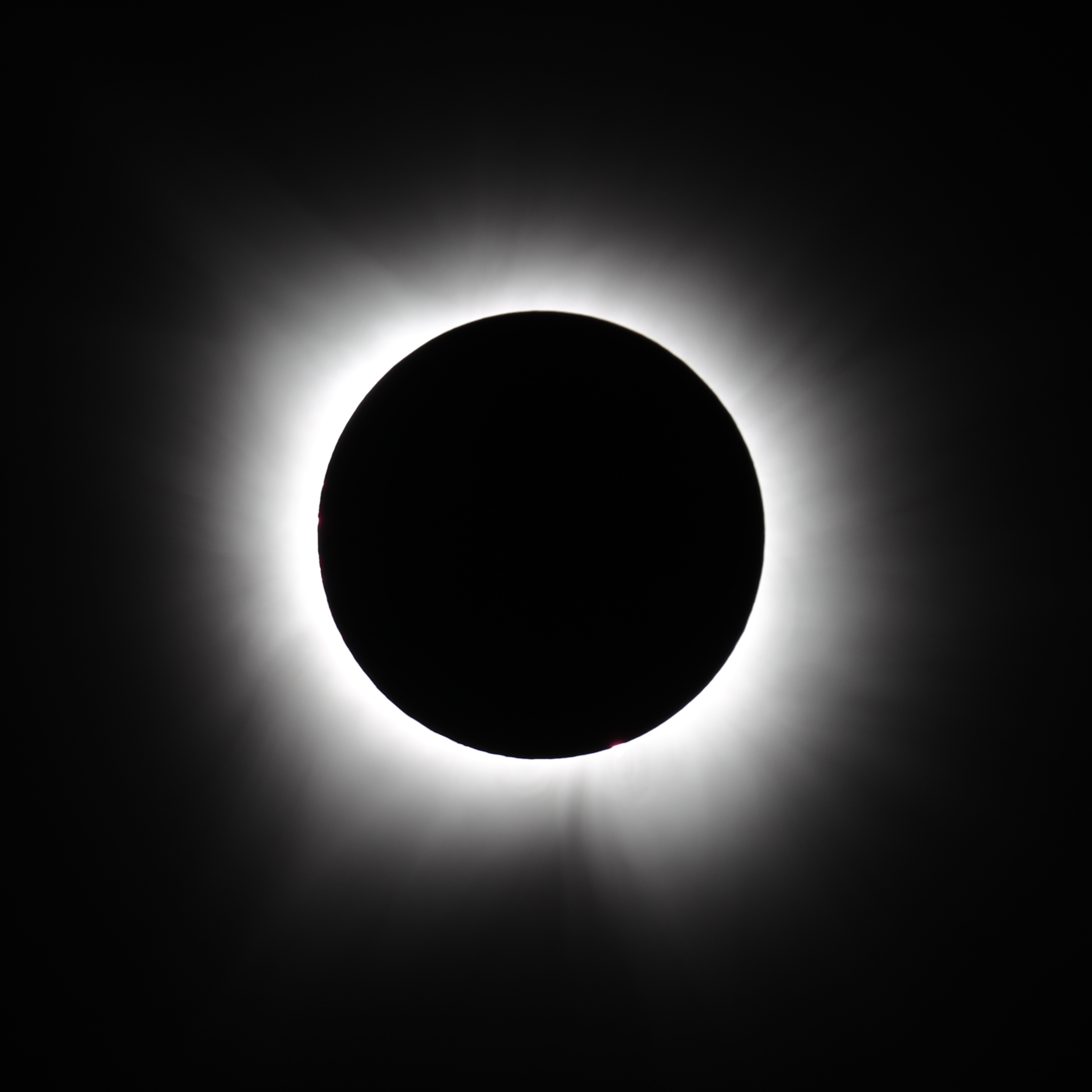
Totalitate așa cum a fost văzută din Hot Springs, Arkansas
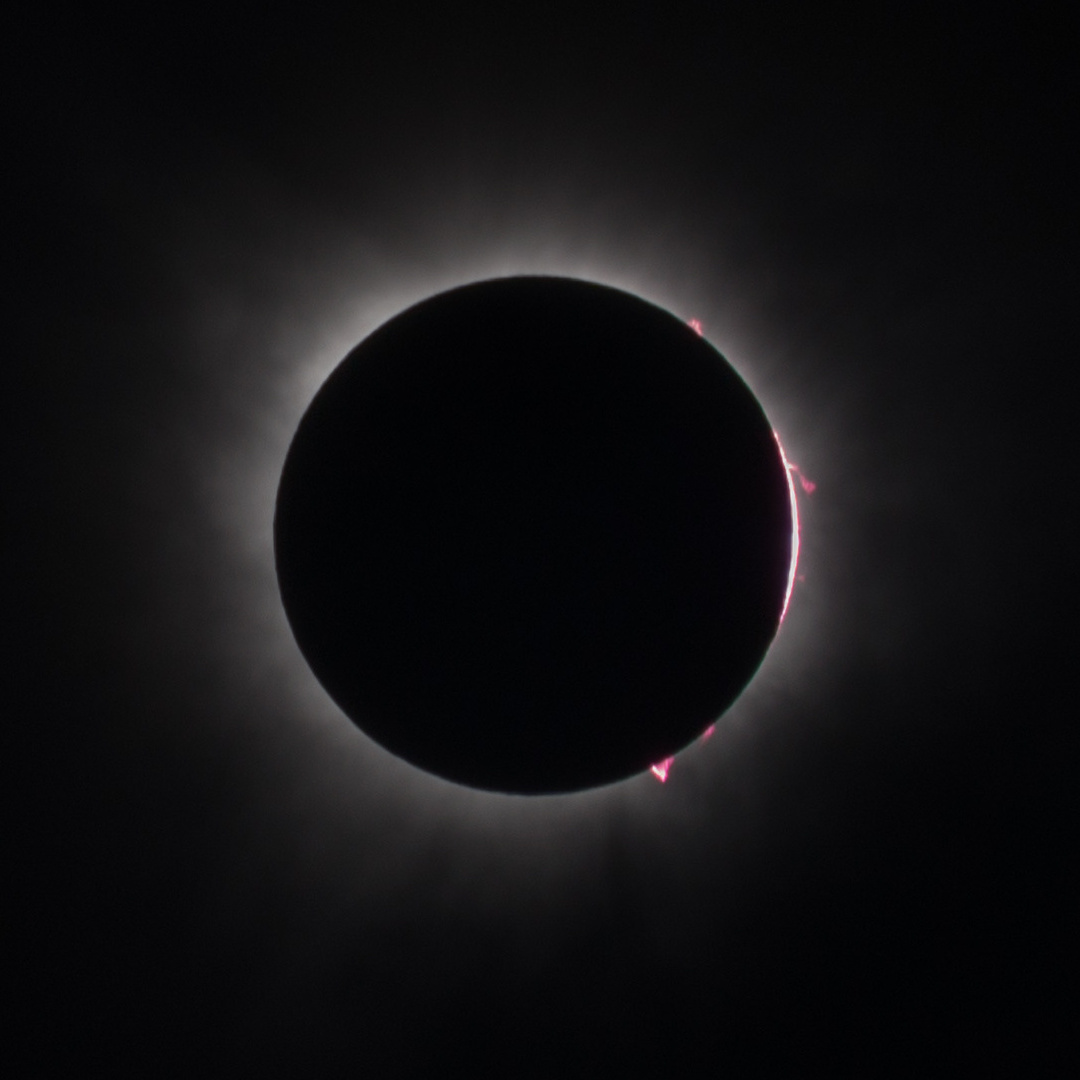
Totalitate așa cum a fost văzută din Plano, Texas, cu protuberanțe solare și cu cromosfera vizibilă
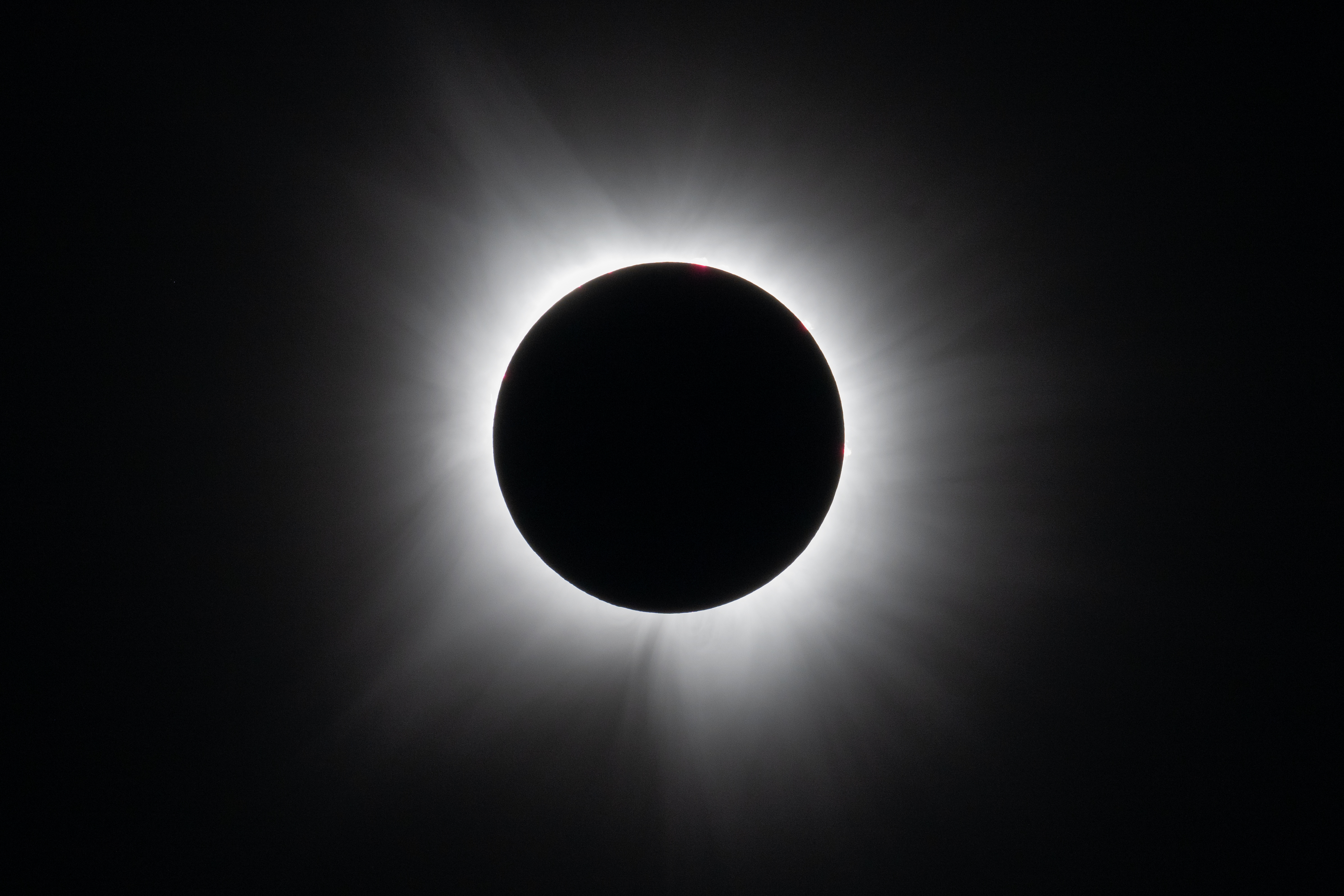
Totalitate așa cum a fost văzută din Dallas, Texas
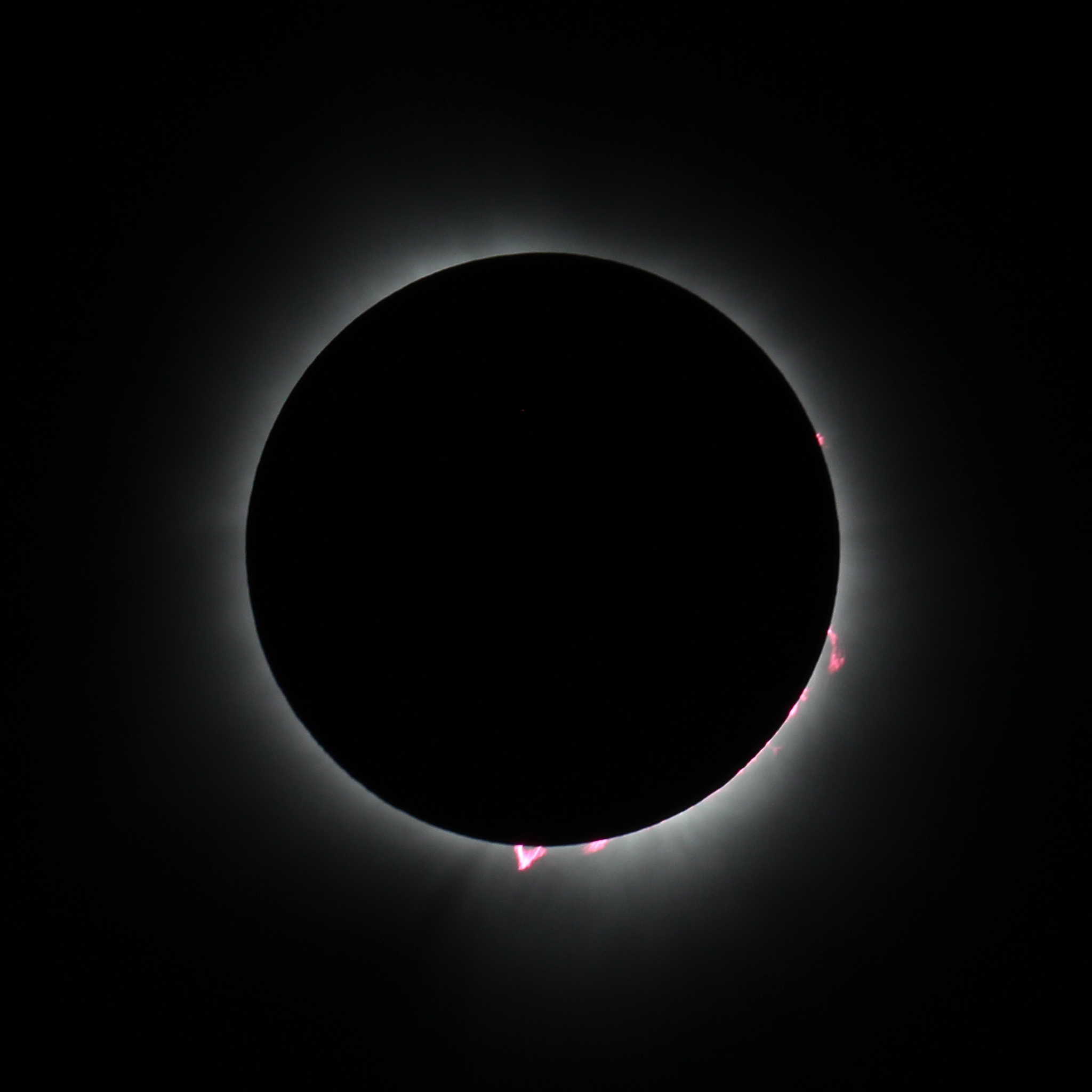
Totalitate observată din Indianapolis, Indiana, cu protuberanțe solare
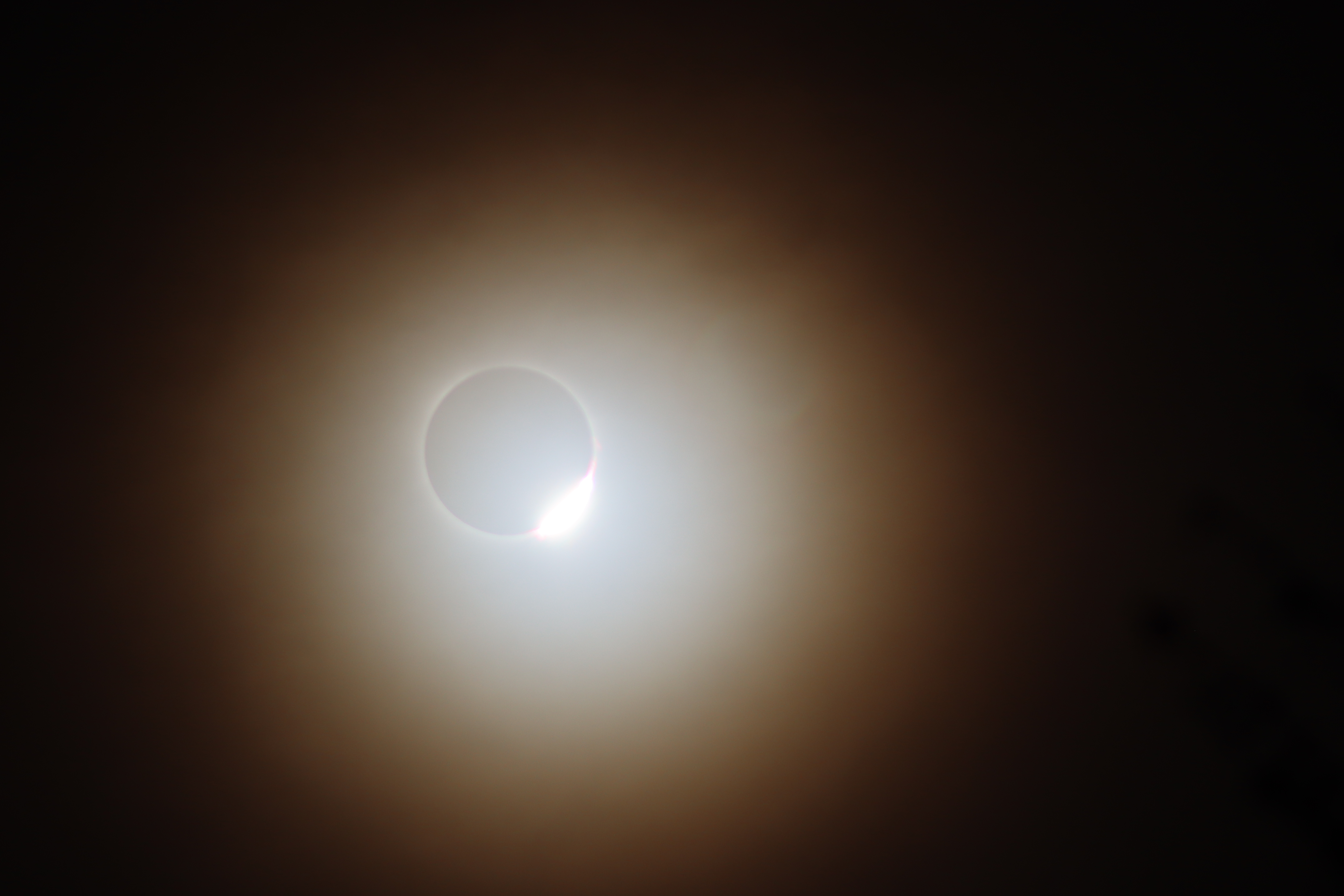
Efectul inelul cu diamant observat din Ohio
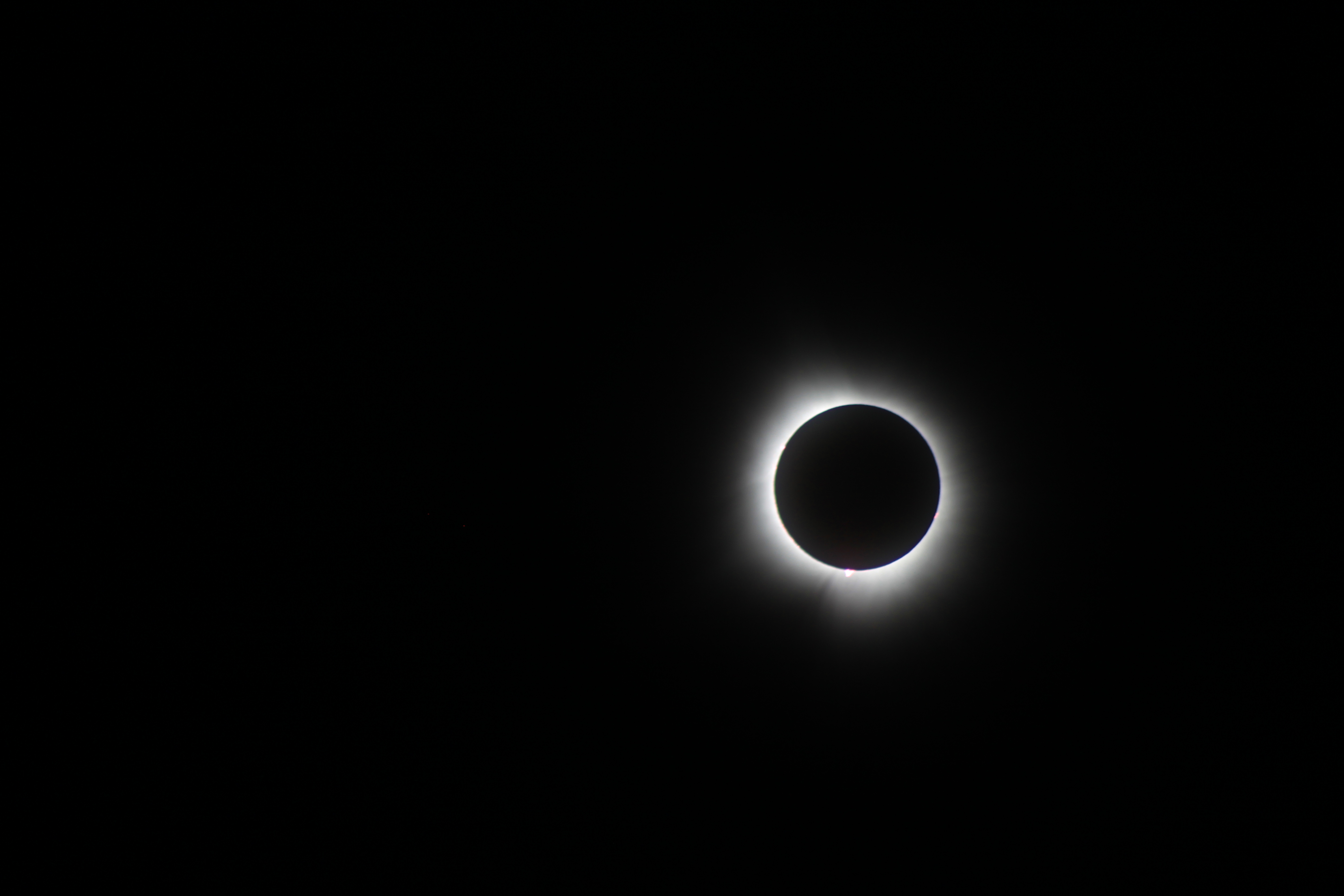
Totalitate observată din Fayston, Vermont
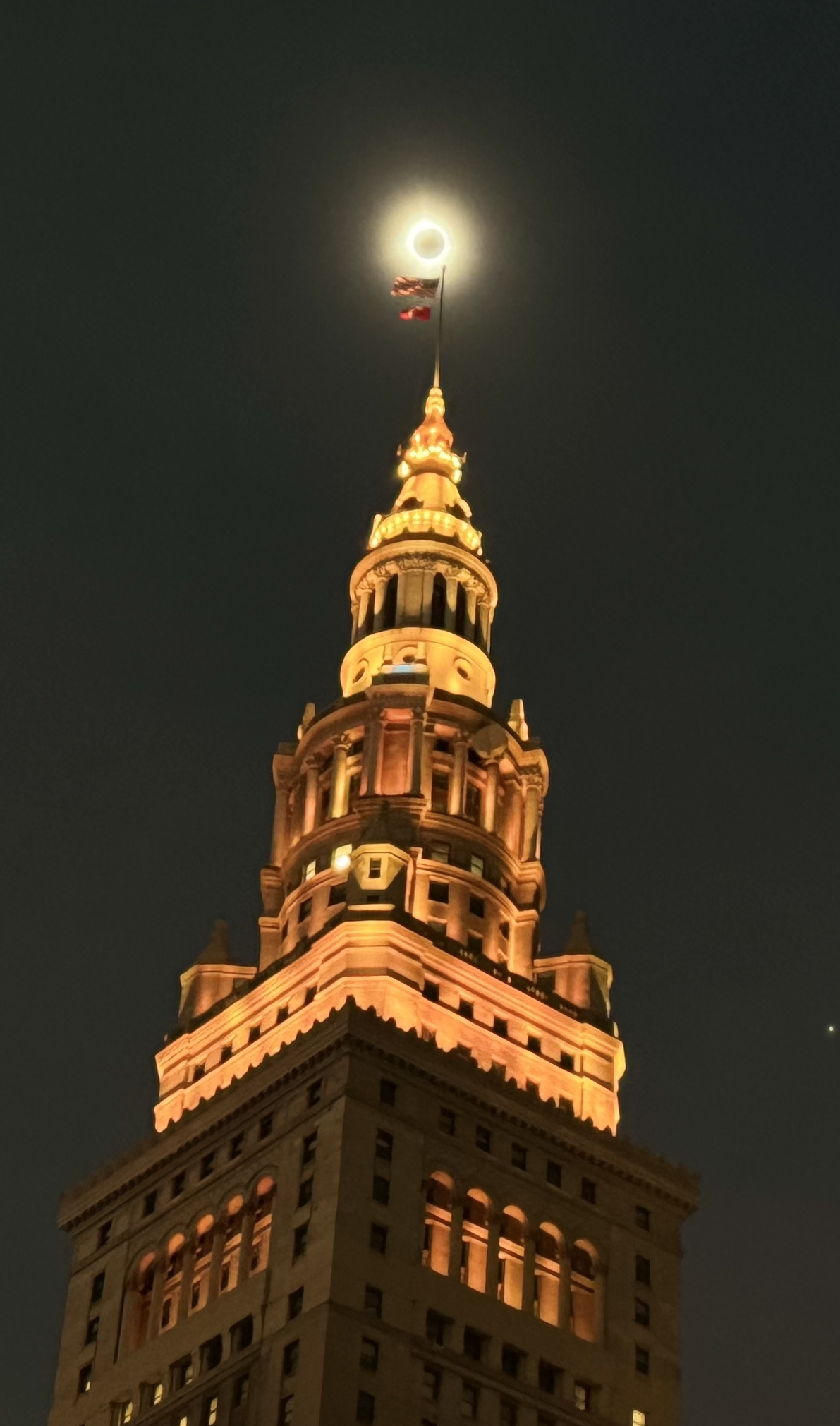
Totalitate observată din Cleveland, Ohio în spatele Terminal Tower
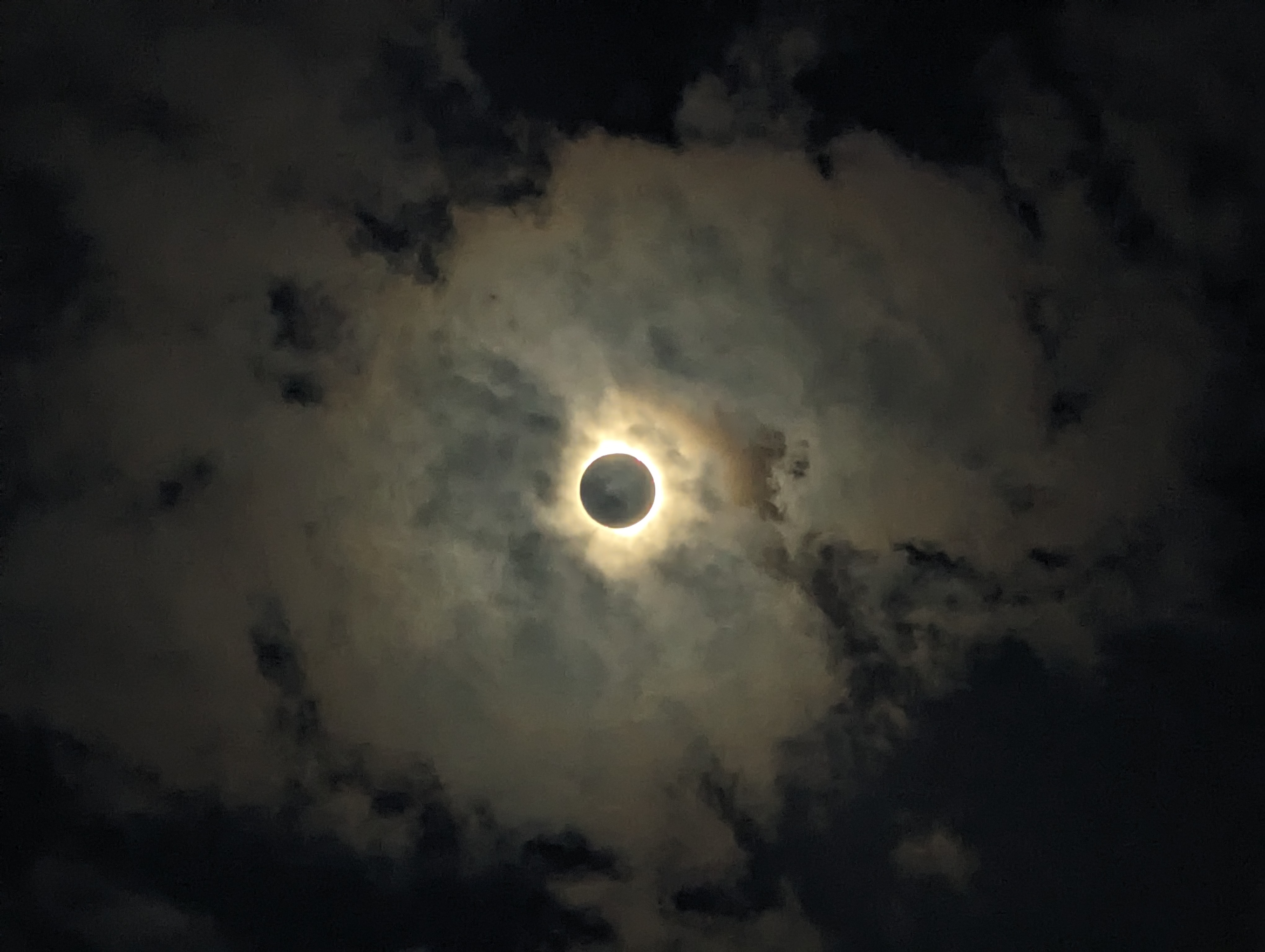
Totalitate văzută din James N. Allan Provincial Park din Ontario

### Eclipsă parțială

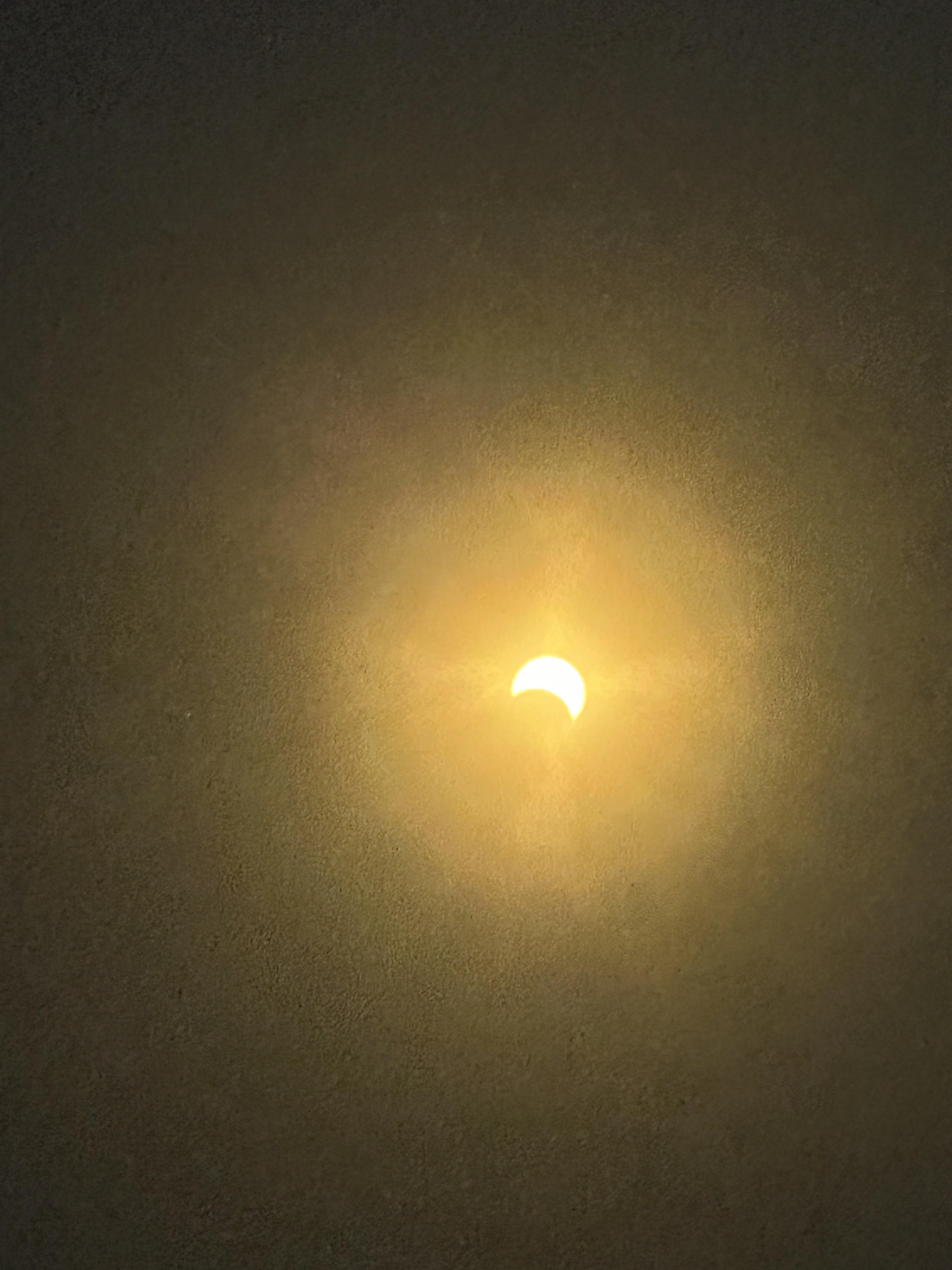
Eclipsă parțială observată din Los Angeles, California
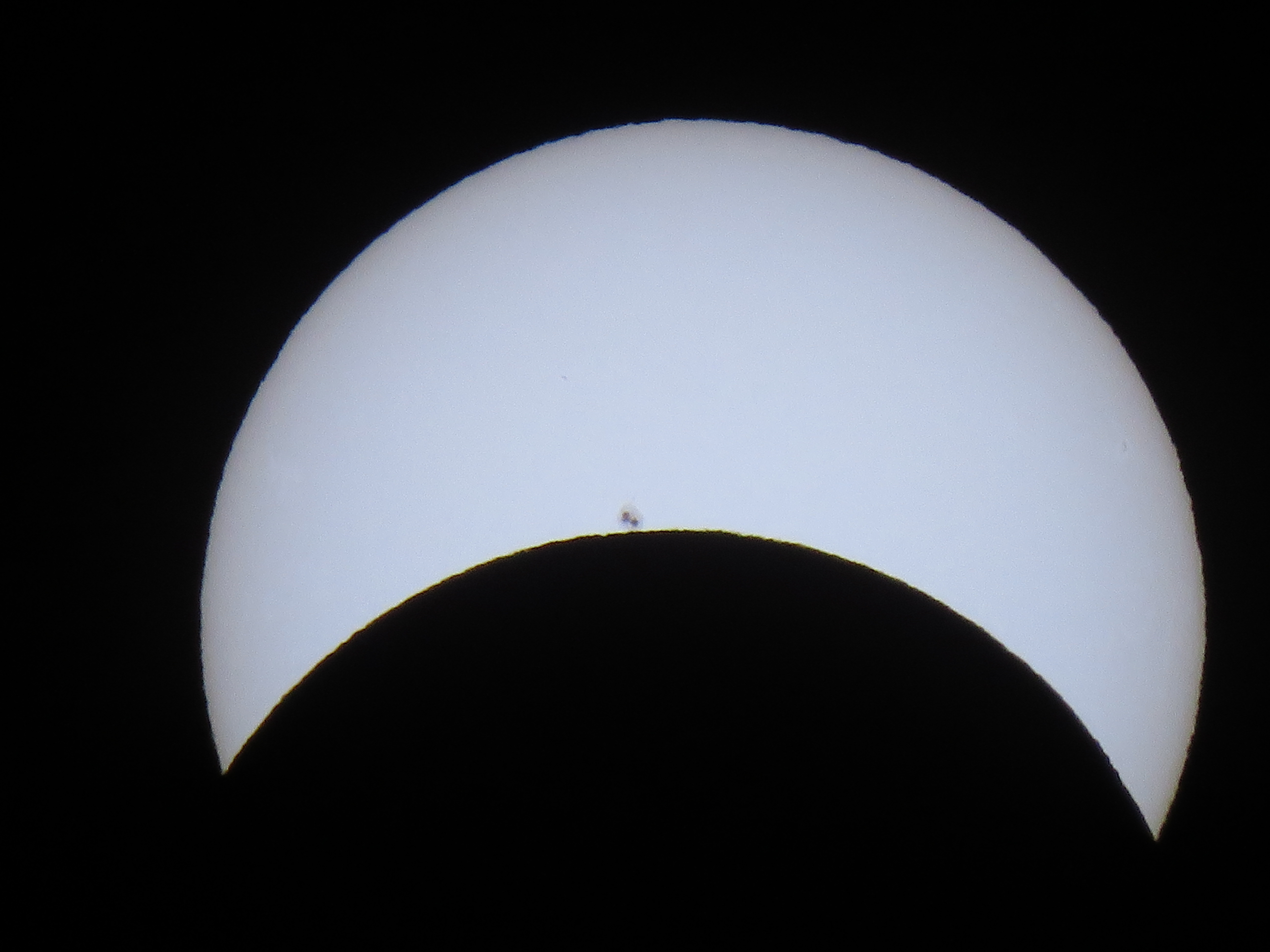
Eclipsă parțială observată din Santa Ana, California
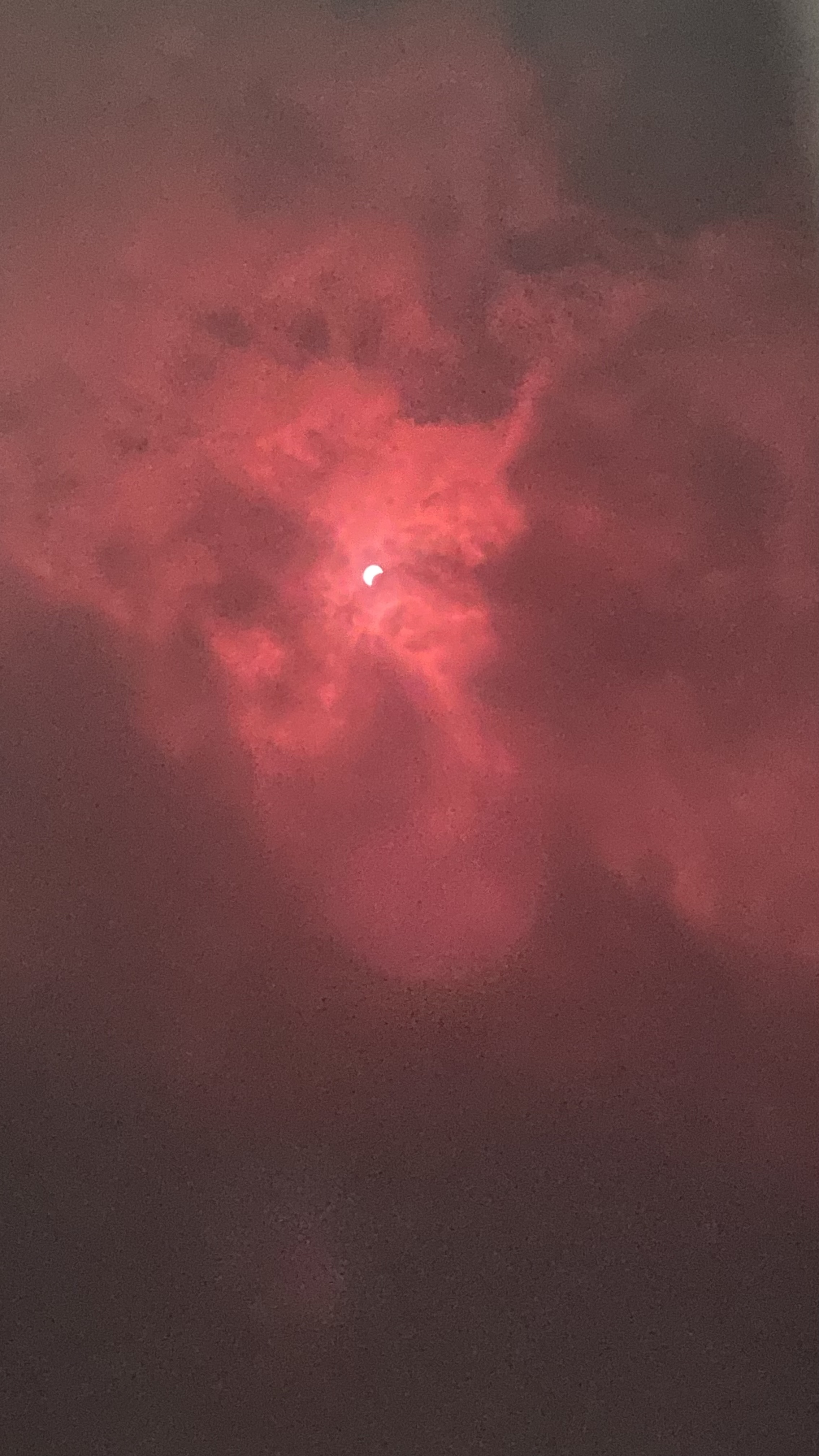
Eclipsă parțială observată din Idabel, Oklahoma
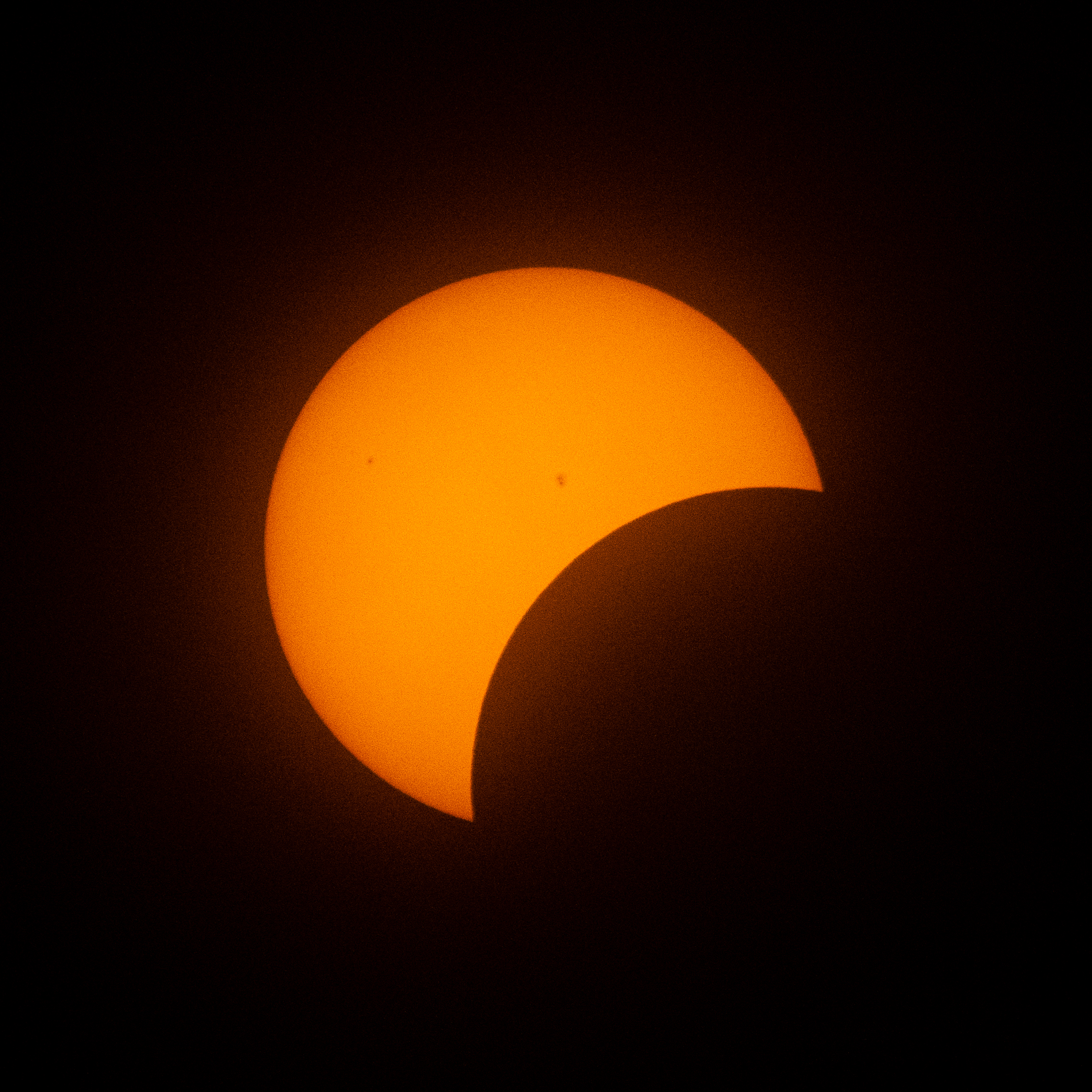
Eclipsă parțială observată din Indianapolis, Indiana
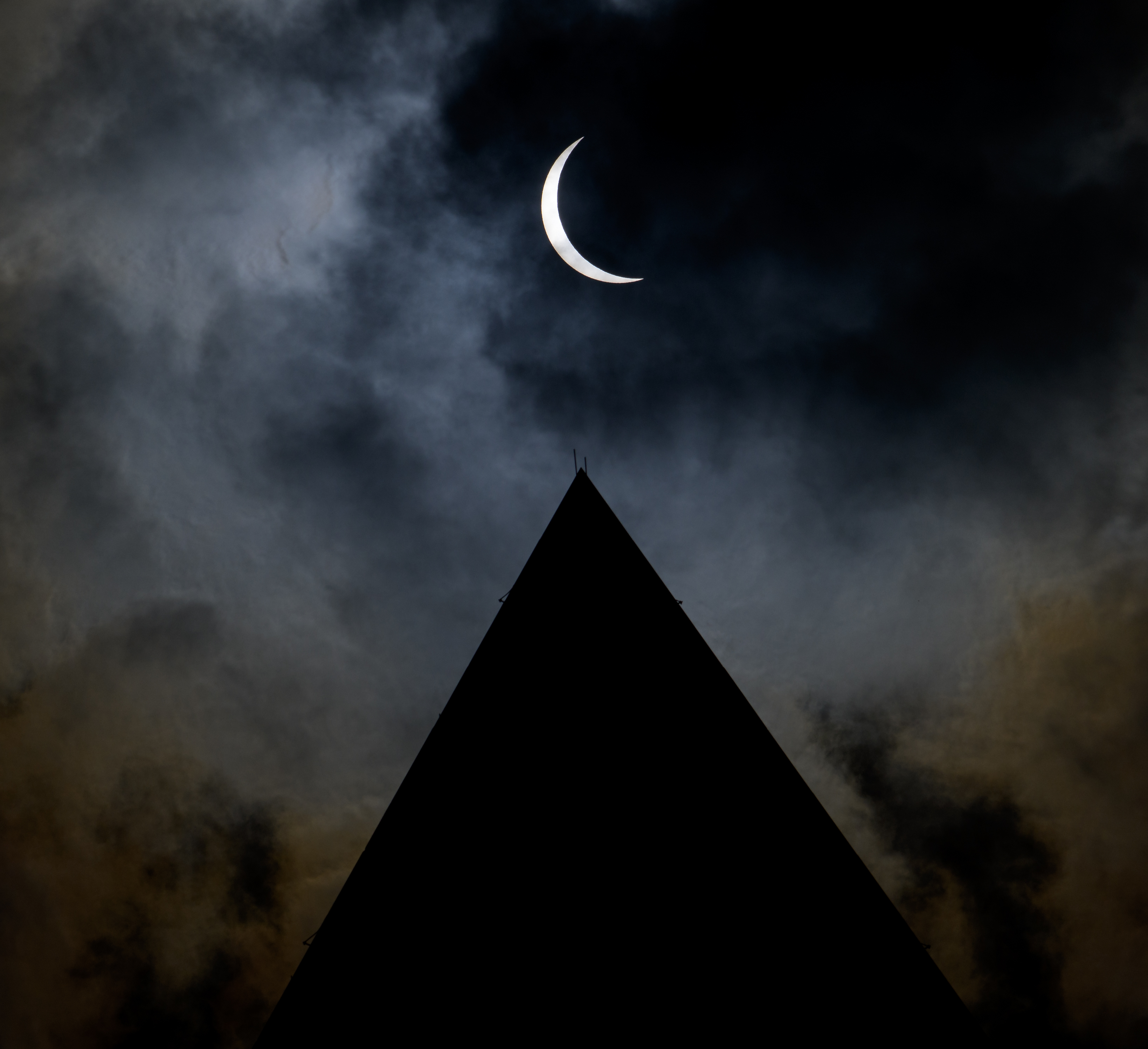
Eclipsă parțială văzută din Washington, D.C.
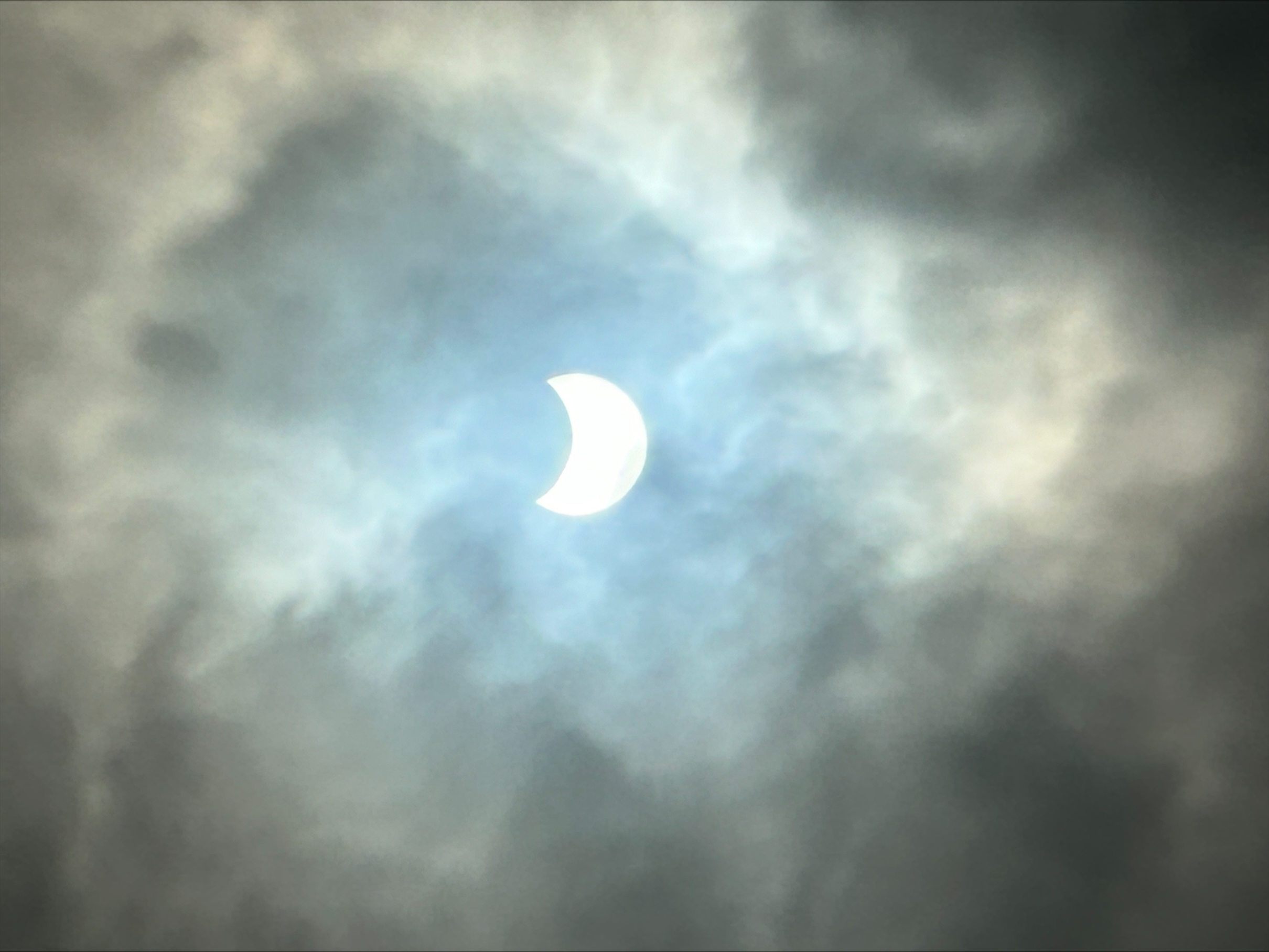
Eclipsă parțială observată din Winnipeg, Manitoba
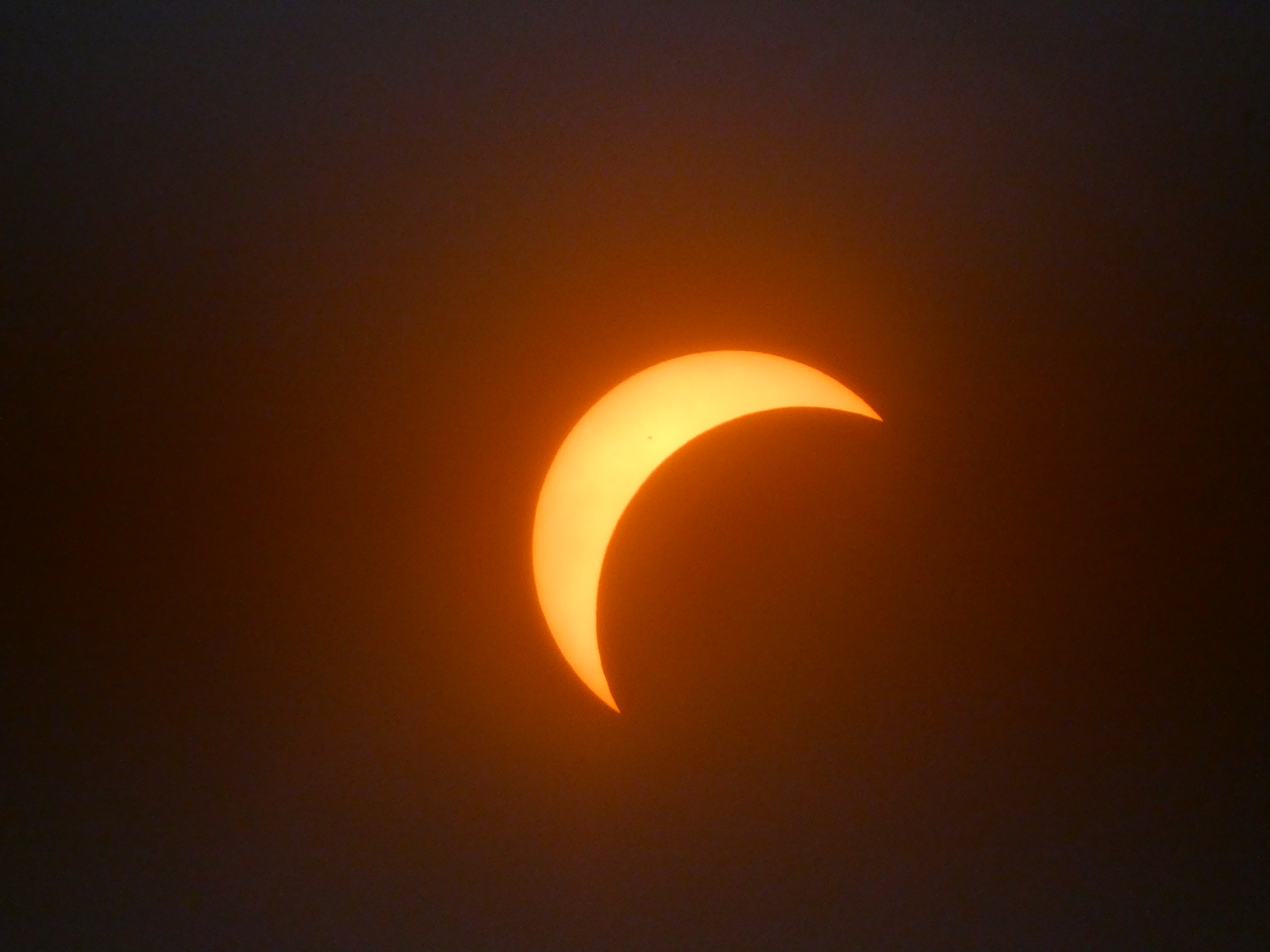
Eclipsă parțială observată din Southeastern Pennsylvania
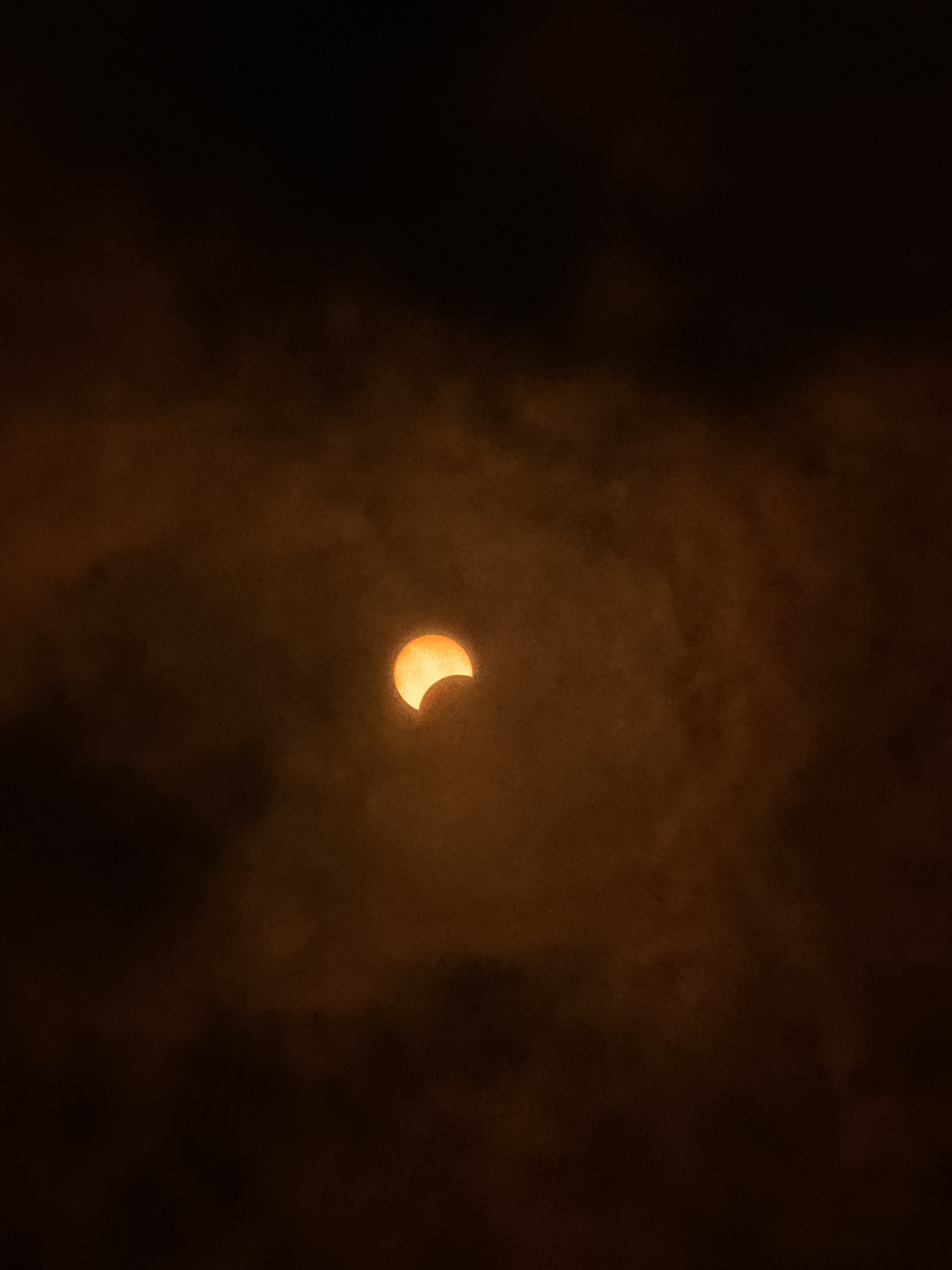
Eclipsă parțială observată din Philadelphia, Pennsylvania
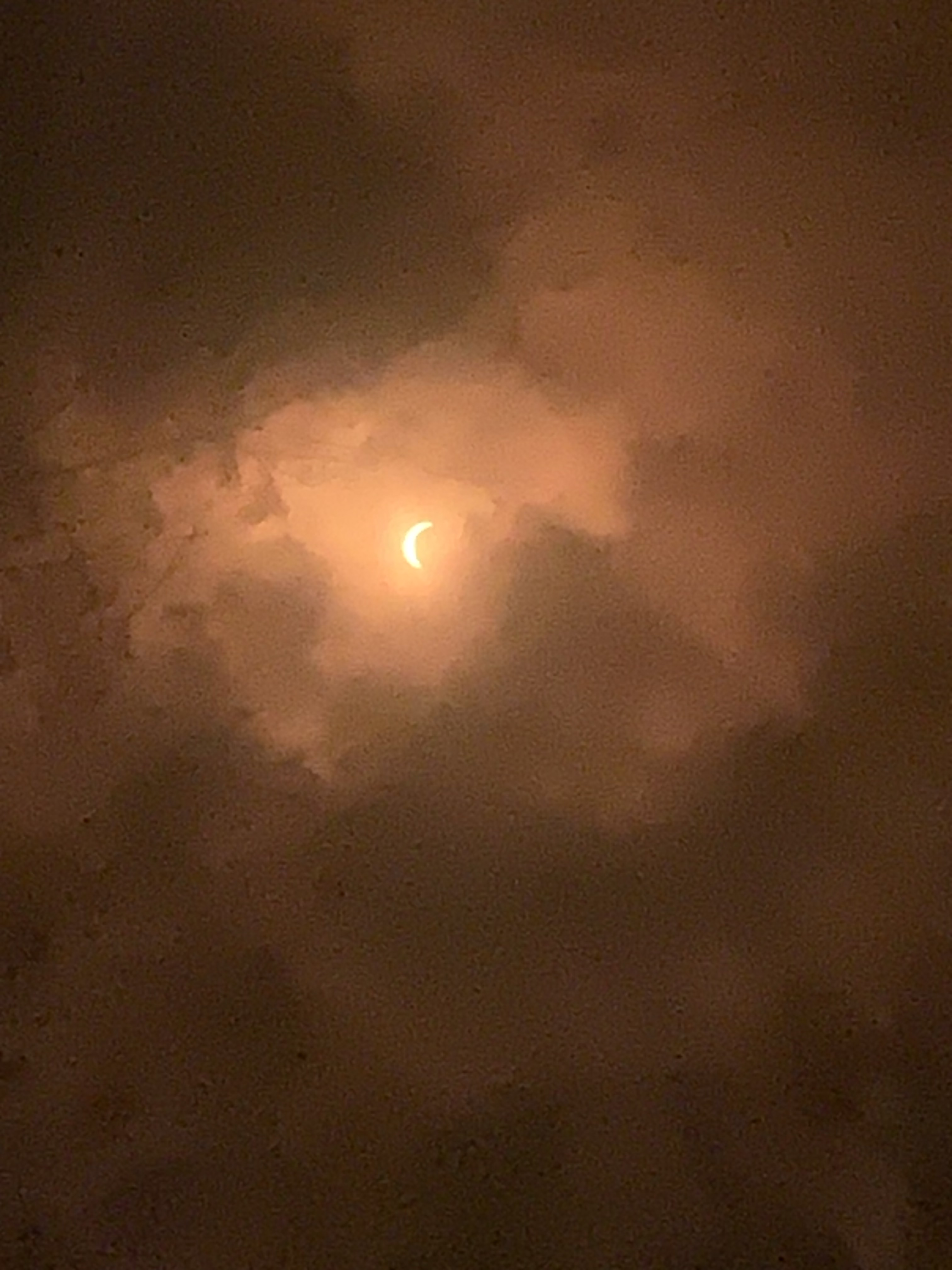
Eclipsă parțială observată din Evesham Township, New Jersey
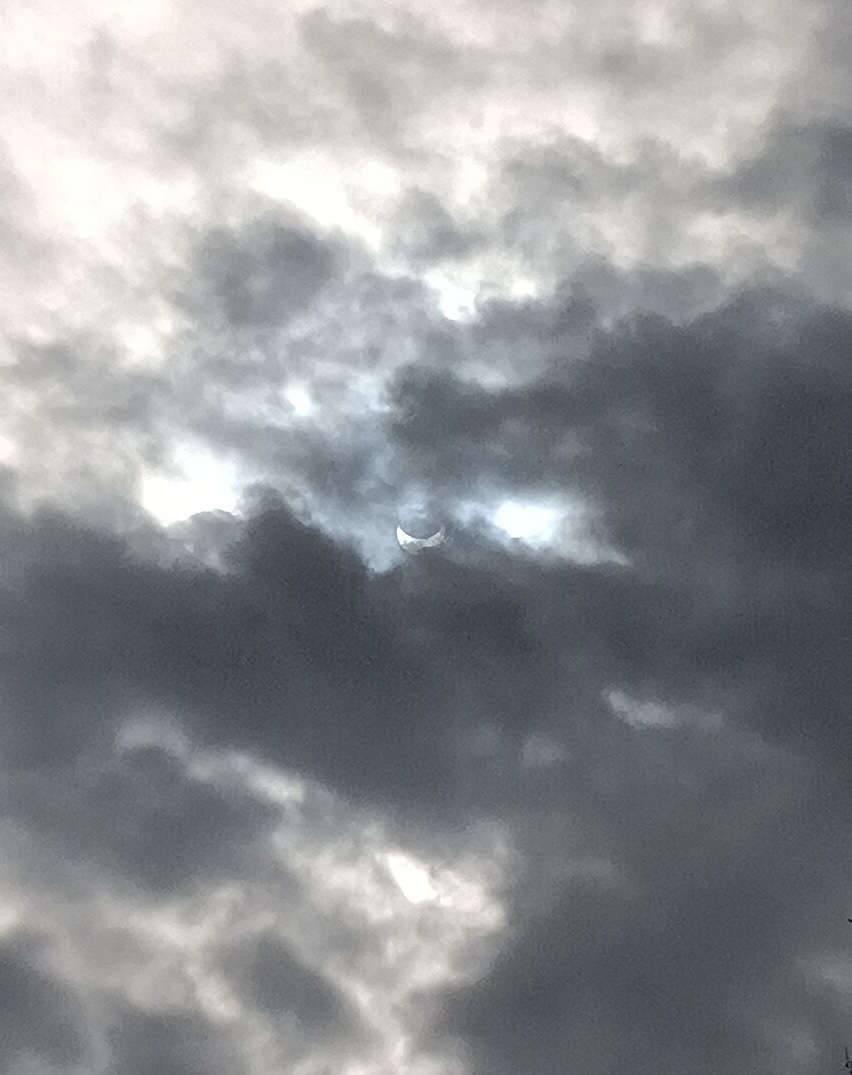
Eclipsă parțială observată din Plainfield, New Jersey
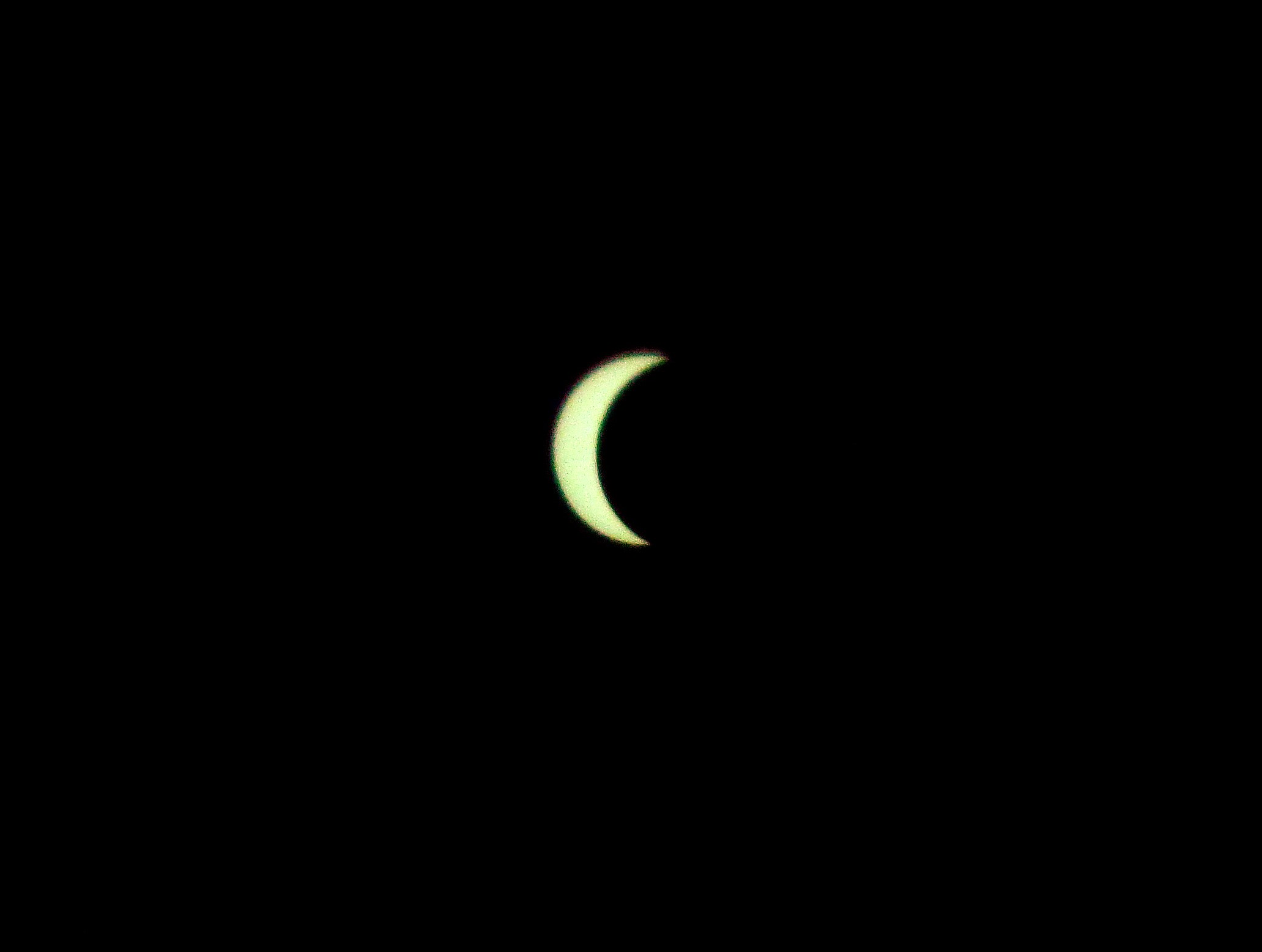
Eclipsă parțială observată din Little Mountain, Carolina de Sud
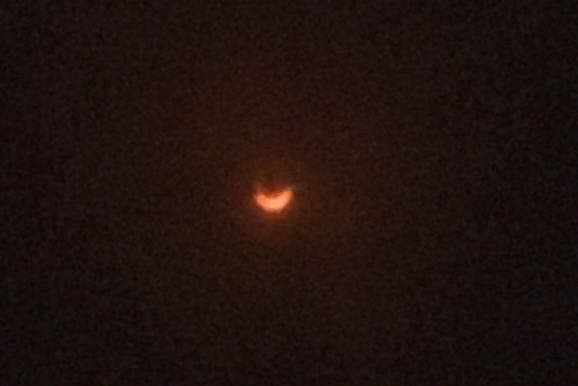
Eclipsă parțială observată din Matamoros, Tamaulipas, Mexic
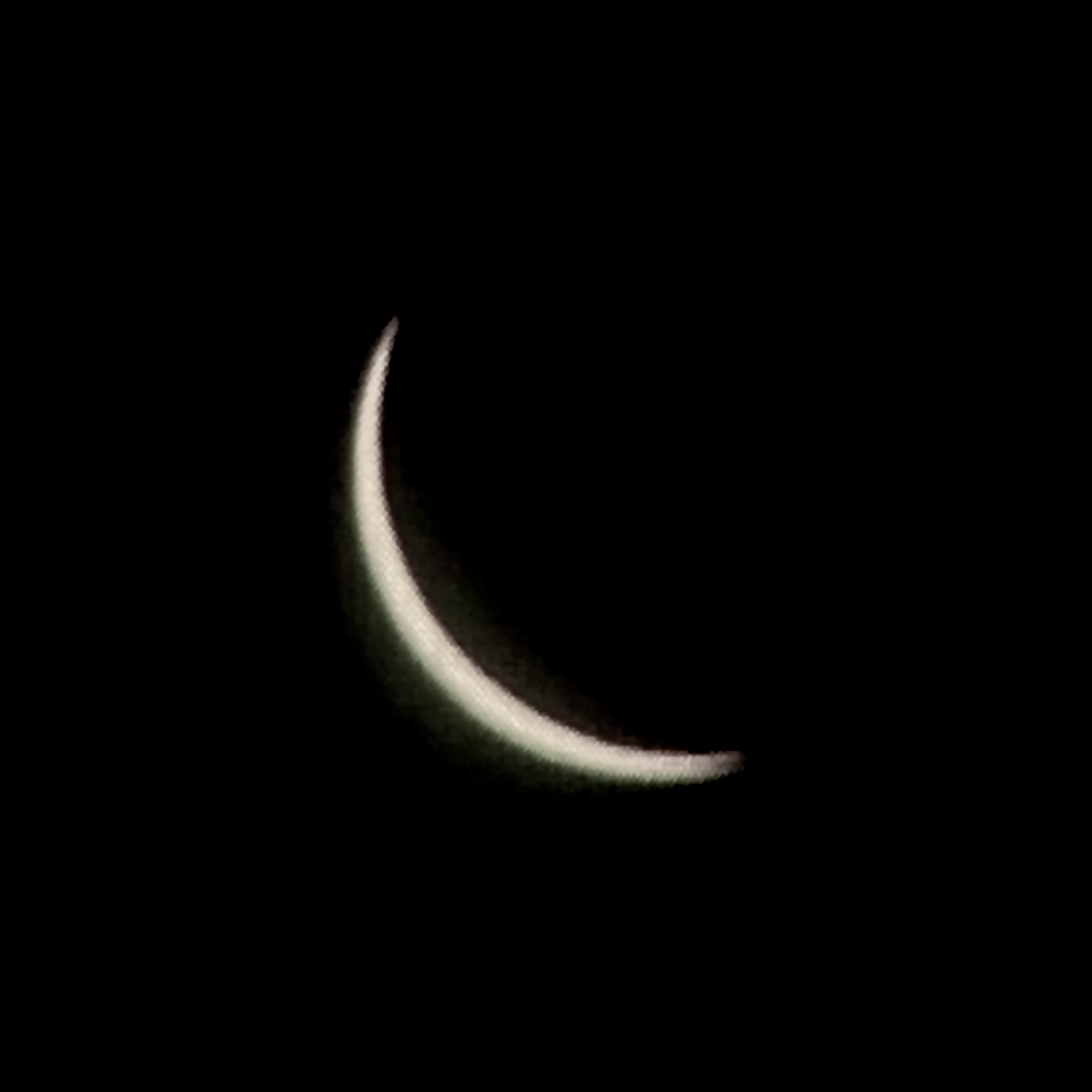
Eclipsă parțială observată din San Nicolás de los Garza, Nuevo León, Mexic
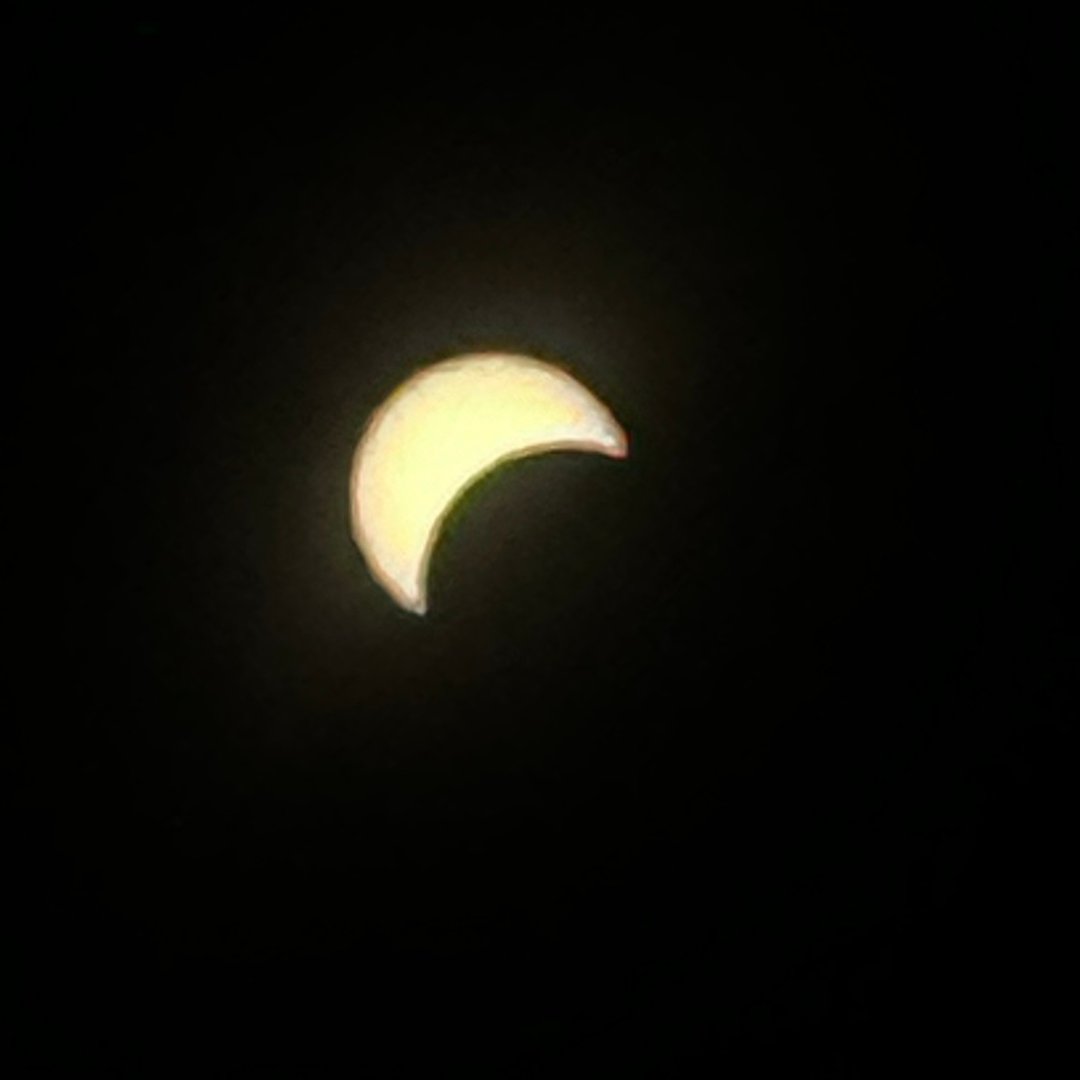
Eclipsă parțială observată din Viola, Arkansas
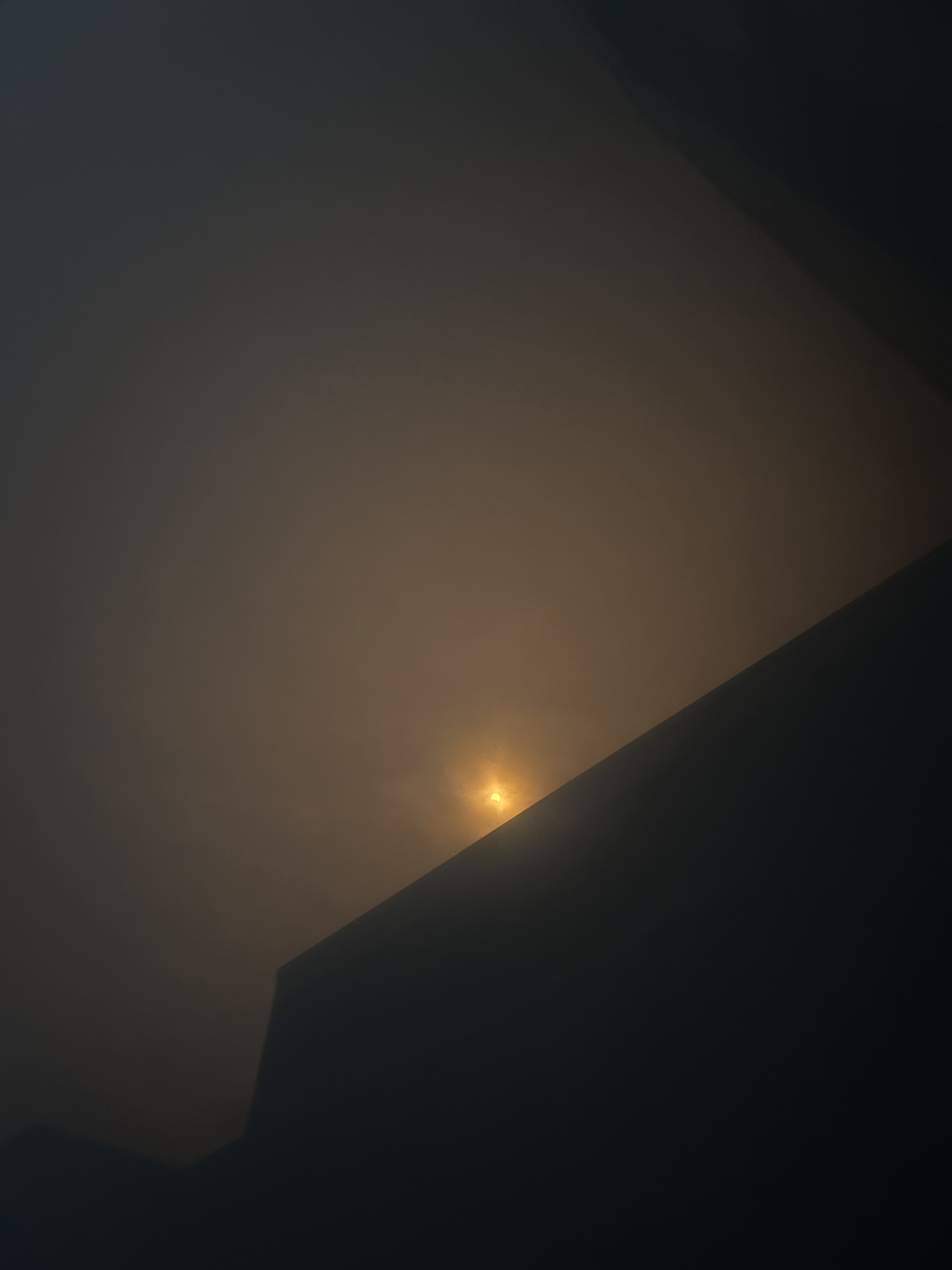
Eclipsă parțială observată din Salem, Oregon
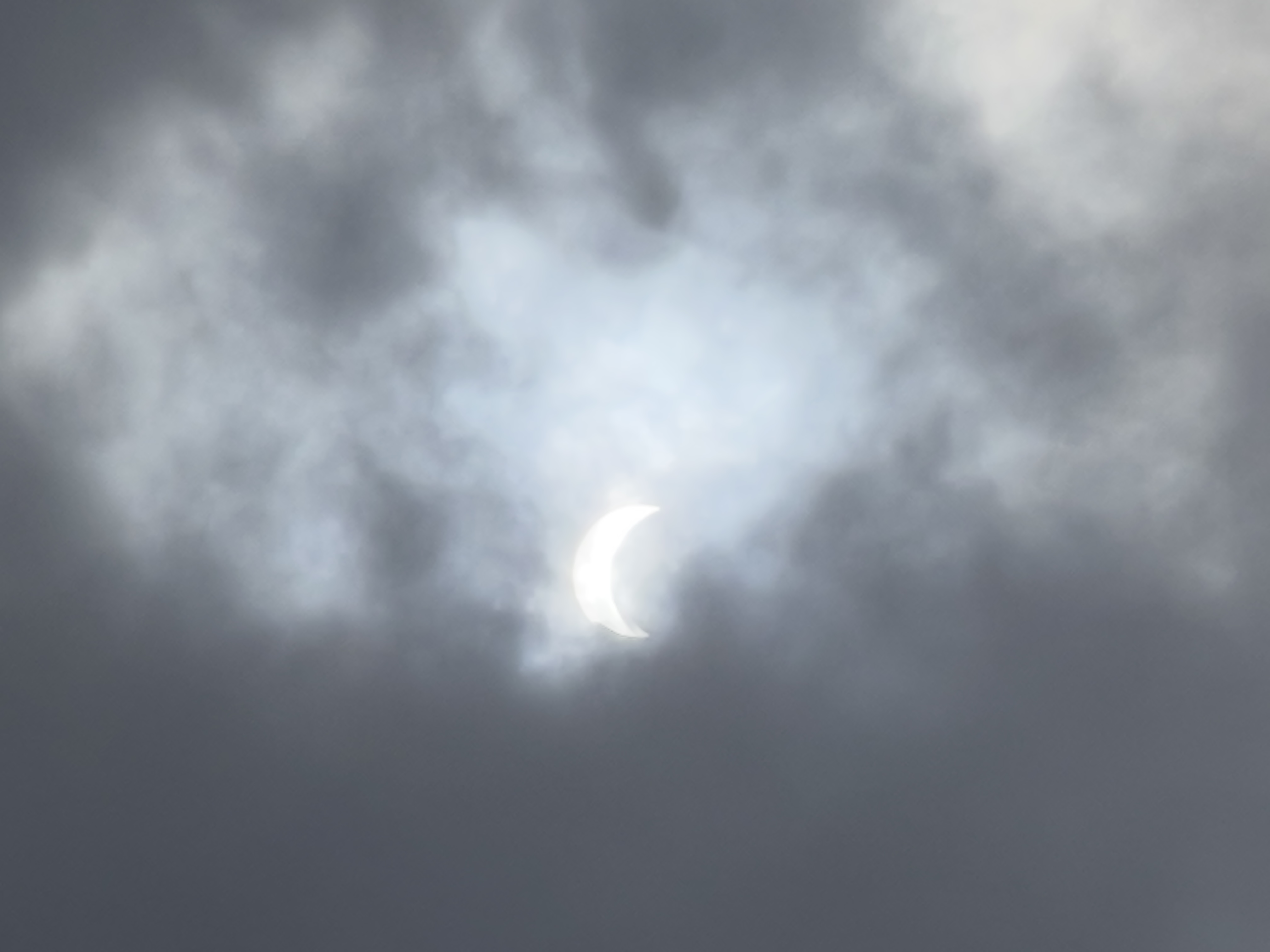
Eclipsă parțială observată din New Orleans, Louisiana